# 1110 (عدد)
ألف ومئة وعشرة 1110 هو عدد صحيح، يلي العدد 1109 ويسبق العدد 1111.

## في الرياضيات

### خصائص
- عدد طبيعي.[3]
- عدد زوجي.[4][5]
- عدد موجب،[6] السالب منه هو - 1110.[7]

## في التاريخ
- 1110 هـ هي سنة في التقويم الهجري.
- هي سنة  1110 م في التقويم الميلادي.

## وصلات خارجية
الأعداد الصاتمة، ديوان اللغة العربية.